# Квинт Фабий Максим
Вижте пояснителната страница за други личности с името Квинт Фабий Максим.
Квинт Фабий Максим (на латински: Quintus Fabius Maximus) е знаменит римски пълководец и държавник. Известен е с прозвището си „Кунктатор“, т.е. „Изчакващият“. Избиран е пет пъти за консул и два пъти за диктатор.

## Биография
Произлиза от знатната фамилия Фабии. Роден е в Рим и е син на Квинт Фабий Максим Гург (консул 265 пр.н.е.). Внук е на Квинт Фабий Максим Гург (консул 292 пр.н.е.) и правнук на Квинт Фабий Максим Рулиан (пет пъти консул).
Квинт Максим става консул през 233 г. пр.н.е. Получава триумф за победата над лигурийците. През 228 пр.н.е. отново е консул. Цензор е през 230 г. пр.н.е. След поражението, което Ханибал нанася на Рим по време на Втората пуническа война (най-сериозен е разгрома при Тразименското езеро през 217 г. пр.н.е.), Квинт Фабий е назначен за диктатор.
За да се справи с поставената задача и да разбие противника, Фабий Максим не искал да влиза в широкомащабна битка и избрал тактиката на постепенно изтощаване на армията на врага и следвал Ханибал от разстояние. Оттам идва и прозвището му – Изчакващият. В края на 217 г. пр.н.е. Фабий Максим имал шанса да хване Ханибал, но приложената от врага хитрост позволила на картагенците да се измъкнат.
През 216 г. пр.н.е. римляните отново претърпяват съкрушително поражение – при Кана. Самият Рим е изложен на опасност и тогава римляните отново призовават Фабий Максим, който бил консул през 215 и 214 г. пр.н.е.
По време на петото му избиране за консул – през 209 г. пр.н.е. Фабий Максим връща Тарент, които предишните 4 години е под властта на Ханибал.
Освен консул и диктатор, Фабий Максим е началник на авгурите и Понтифекс максимус – комбинация, която не се повтаря до Юлий Цезар. В Сената той възразявал срещу планираната от младия и амбициозен Сципион Африкански офанзива в Африка. Фабий Максим умира през 203 г. пр.н.е., преди да види римската победа на Сципион Африкански.
Освен Кунктатор, други негови прозвища са Верукоз и Овикул.
Баща е на Квинт Фабий Максим (консул 213 пр.н.е.), който умира преди баща си. Баща му държи на гроба му реч, която е издадена, но се е загубила.

## В литературата
- В Успоредни животописи Плутарх описва живота на Фабий Максим наред с този на Перикъл.

1. ↑  Q. Fabius (116) Q. f. Q. n. Fal.? Pup.? Maximus Ovicula Verrucosus Cunctator //   Посетен на 10 юни 2021 г.
2. ↑  879 //   Посетен на 10 юни 2021 г.